# Château de La Roche-en-Ardenne
Le château de La Roche-en-Ardenne est un château fort situé en Wallonie dans la ville belge de La Roche-en-Ardenne en province de Luxembourg. Il est une image emblématique de cette province.
Bâti sur une arête rocheuse, il dominait ainsi une boucle de l'Ourthe.

## Histoire
Le château fut construit sur les ruines d'un oppidum celte, à un endroit où la présence humaine remonte à l'époque néolithique. Les Romains y établirent plus tard un camp fortifié. Au début du VIIIe siècle, Pépin de Landen éleva une villa au même endroit.
Vers 844, Adelard, comte de La Roche, y établit le premier château. Après la mort de Henri de la Roche en 1152, le comté passa à Henri l'Aveugle comte de Namur et à sa mort en 1196 à sa fille Ermesinde de Luxembourg et ainsi à la lignée des comtes de Luxembourg. 
Au XIVe siècle, les habitants de La Roche furent autorisés par Jean l'Aveugle, comte de Luxembourg, à protéger leur ville par une muraille et des tours qui vinrent ainsi renforcer le système défensif du château.
L'importance stratégique du château fort n'échappa pas à Louis XIV. Celui-ci investit les lieux de 1681 à 1688 et en profita pour le faire transformer et renforcer par un disciple de Vauban. Toutefois, ces travaux ne lui profitèrent guère puisque le château fut remis entre les mains des vainqueurs de la guerre de Succession d'Espagne et ceux-ci le négligèrent peu à peu.
Les malheurs du château ne faisaient que commencer puisqu'en 1721, il fut gravement endommagé par un incendie provoqué par la foudre. Joseph II d'Autriche le fit ensuite démanteler. Il fut la proie des vandales au XIXe siècle et pour couronner le tout, subit, lors de la bataille des Ardennes, le terrible bombardement de décembre 1944.
Fort heureusement pour les passionnés d'histoire et d'architecture, les ruines du château de La Roche-en-Ardenne n'en constituent pas moins, encore aujourd'hui, un bel exemple d'architecture militaire à travers les âges.